# Taparyxa
Taparyxa är en handyxa känneteckad av sin långa egg, sitt korta skaft och utrustad med bakhammare. Taparyxan, då den introducerades i Norden, kom från Gårdarike.